# Обобщённое преобразование Хафа
Обобщённое преобразование Хафа (англ. Generalized Hough Transform) — модификация преобразования Хафа предложенная Даной Баллардом в 1981 году использующая принципы сравнения шаблонов. Модификация позволяет использовать преобразование не только для определения объектов, описываемых аналитическими уравнениями (линии, окружности и т. д.), но и для обнаружения любого объекта описываемого его моделью.
Задача нахождения объекта на изображении может быть решена путём нахождения позиции модели на изображении. Обобщённое Преобразование Хафа (ОПХ) преобразует задачу нахождения позиции модели в задачу нахождения параметров преобразования, которые отобразят модель на изображение. Зная значения параметров преобразования, можно определить положение модели на изображении.
В оригинальной реализации метода ОПХ использовались границы изображения для определения соотношения между ориентацией крайней точки (edge point) и ориентира формы (reference point of the shape). В случае бинарного изображения, когда пиксели могут принимать только чёрный или белый цвет, каждый чёрный пиксель изображения может быть чёрным пикселем желаемого шаблона, таким образом создавая геометрическое место точек (locus) ориентира в пространстве Хафа (Hough space). Каждый пиксель изображения голосует за соответствующие ему ориентиры изображения. Максимальное количество голосов в пространстве Хафа обозначает возможный ориентир шаблона в изображении. Это максимальное число можно найти с помощью сканирования пространства Хафа или решения математических уравнений, каждое из которых соответствует единичному чёрному пикселю.